# Ficus microdictya
Ficus microdictya är en mullbärsväxtart som beskrevs av Friedrich Ludwig Diels. Ficus microdictya ingår i släktet fikonsläktet, och familjen mullbärsväxter. Inga underarter finns listade i Catalogue of Life.